# Peninsula Barracks (Hemer)
Die Peninsula Barracks waren eine Kaserne der britischen Streitkräfte in Deilinghofen, einem Ortsteil der Stadt Hemer. Der Militärstandort wurde Anfang der 1950er Jahre als Fort Prince of Wales von kanadischen Truppen errichtet, die das Gelände bis 1970 nutzten. Anschließend wurde die Kaserne, ebenso wie das benachbarte Fort MacLeod, an die Briten übergeben, die im Jahr 1992 abzogen. Inzwischen ist auf der Fläche ein Gewerbegebiet entstanden.
Die innerhalb der Kaserne errichtete Eishalle wurde zur Geburtsstätte des EC Deilinghofen, dessen Nachfolgeverein Iserlohn Roosters seit 2000 in der Deutschen Eishockey Liga (DEL) aktiv ist.

## Geschichte
Nach dem Ende des Zweiten Weltkrieges wurden im Jahr 1950 Planungen zur Errichtung zweier Kasernen für die Canadian Army am Ortsrand von Deilinghofen aufgenommen. Zwei Jahre später begannen die Bauarbeiten, die Ende 1953 fertiggestellt waren. Neben dem Fort Prince of Wales, das Heimat der Royal Canadian Horse Artillery (RCHA) werden sollte und von den Anwohnern als „Camp 1“ bezeichnet wurde, entstand als „Camp 2“ das Fort MacLeod für Infanterie-Einheiten. Beide Kasernen wurden von Truppen bezogen, die zuvor im Koreakrieg im Einsatz waren.
Gegen die Ansiedlung der Truppen gab es in Deilinghofen anfangs Proteste, insbesondere von Landwirten, die einen Teil ihrer Feldflur abgeben mussten. Auch der Segelflugplatz musste Einschränkungen hinnehmen und seinen Betrieb im Jahr 1960 endgültig einstellen. In den folgenden Jahren verbesserte sich das Verhältnis zwischen Anwohnern und Soldaten jedoch – nicht zuletzt, weil die Kanadier zum wirtschaftlichen Aufschwung der Stadt Hemer beitrugen. Für die Familien der Militärangehörigen entstand zwischen den Ortschaften Sundwig und Westig ein eigenes Stadtviertel mit zahlreichen Mehrfamilienhäusern, an dessen Bau heimische Unternehmen und Handwerker beteiligt wurden. Profitieren konnten auch Einzelhandel und Gastronomie.

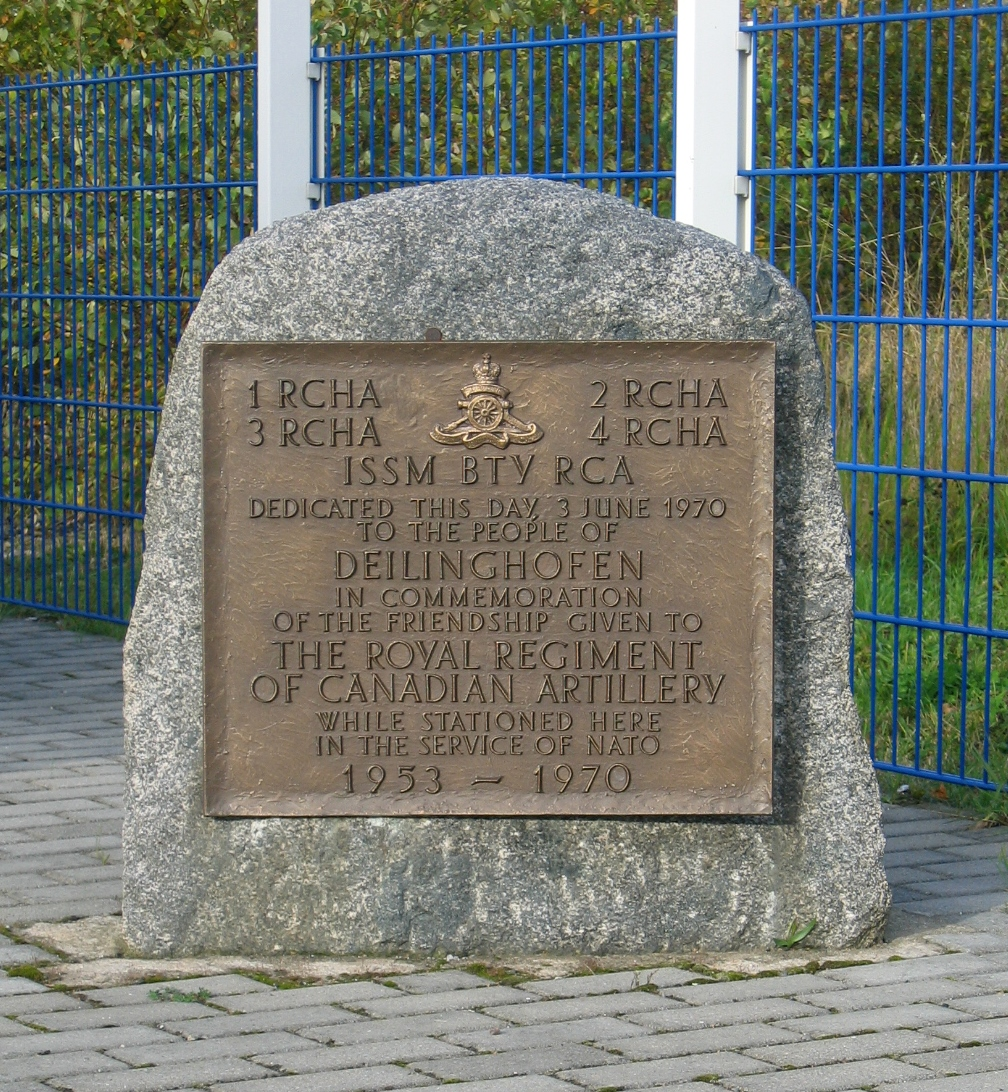
Ein Gedenkstein erinnert in Deilinghofen an die Stationierung der kanadischen Truppen.

Im Jahr 1970 wurden die letzten kanadischen Einheiten feierlich verabschiedet. Ein Gedenkstein erinnert in Deilinghofen an die früheren Besatzer. Die britische Rheinarmee übernahm das Gelände und benannte die Kaserne in Erinnerung an den Peninsular War in „Peninsula Barracks“ um. Nach dem Ende des Kalten Krieges zogen die Briten im Sommer 1992 aus Deilinghofen ab. Damit verließen 1600 Soldaten und 1200 Familien die Stadt Hemer, die den NATO-Streitkräften zum Abschied den Titel Freedom of the City zusprach.
Ein Großteil der Kasernenbauten wurde in den folgenden Jahren abgerissen. An ihrer Stelle entstand ein Gewerbepark.

## Eishalle
Kurz nach der Stationierung der kanadischen Truppen wurde im Jahr 1954 eine Kunsteisbahn errichtet. Eine Tribüne bot etwa 1200 Zuschauern Platz. Bereits am 8. März 1955 gastierte die kanadische Nationalmannschaft, die zwei Tage zuvor die in Nordrhein-Westfalen stattfindende Weltmeisterschaft 1955 gewonnen hatte, erstmals im Fort Prince of Wales. Auf der Eisbahn wurde ein Freundschaftsspiel zwischen Team Canada und einer All-Star-Militärmannschaft ausgetragen. Im März 1956 kam es zu einer zweiten Partie unter Beteiligung des Nationalteams. Der reguläre Spielbetrieb bestand in dieser Zeit vor allem aus Duellen der „Rebels Hemer“, einem Team mit Militärangehörigen aus beiden Deilinghofener Camps, mit Mannschaften aus anderen Standorten der kanadischen Streitkräfte in der Bundesrepublik.
Ab 1957 gestattete die Army auch einer Mannschaft aus deutschen Jugendlichen, die sich das Eishockeyspielen abgeschaut und auf zugefrorenen Weihern oder der Straße nachgeahmt hatten, die Nutzung der Eisbahn, die im Jahr darauf überdacht wurde. Als Trainer fungierten zunächst wechselnde Soldaten, bis Charles McCuaig den Posten dauerhaft übernahm. Er organisierte am 8. März 1958 auch das erste Spiel der Deilinghofener Mannschaft, die in geliehenen Trikots mit dem Schriftzug der Royal Canadian Horse Artillery auflief. Aus der Mannschaft entwickelte sich schließlich der 1959 gegründete EC Deilinghofen. Das Team nahm ab 1961 am Senioren-Spielbetrieb teil. Auf McCuaig folgten nach dessen Versetzung nach Kanada weitere Soldaten als Trainer: Victor Leury (1961/62), Harry-Henry Craig (1962/63), Jim Taylor (1963–1965) und James Jones (1965).
Das Stadion im Fort Prince of Wales, dessen Fassungsvermögen über die Jahre auf etwa 2700 Zuschauerplätze ausgebaut wurde, blieb noch sechs Monate über den Abzug der kanadischen Truppen im Sommer 1970 hinaus in Betrieb. Deilinghofens Bürgermeister Ernst Loewen und Hemers Amtsbürgermeister Fredi Camminadi erreichten von der Bundesvermögensverwaltung die Zusage, dass der ECD seinen bisherigen Spielort für einige Monate eigenständig weiter betreiben durfte, ehe am 9. Januar 1971 die neu errichtete Eissporthalle Iserlohn eröffnet wurde.

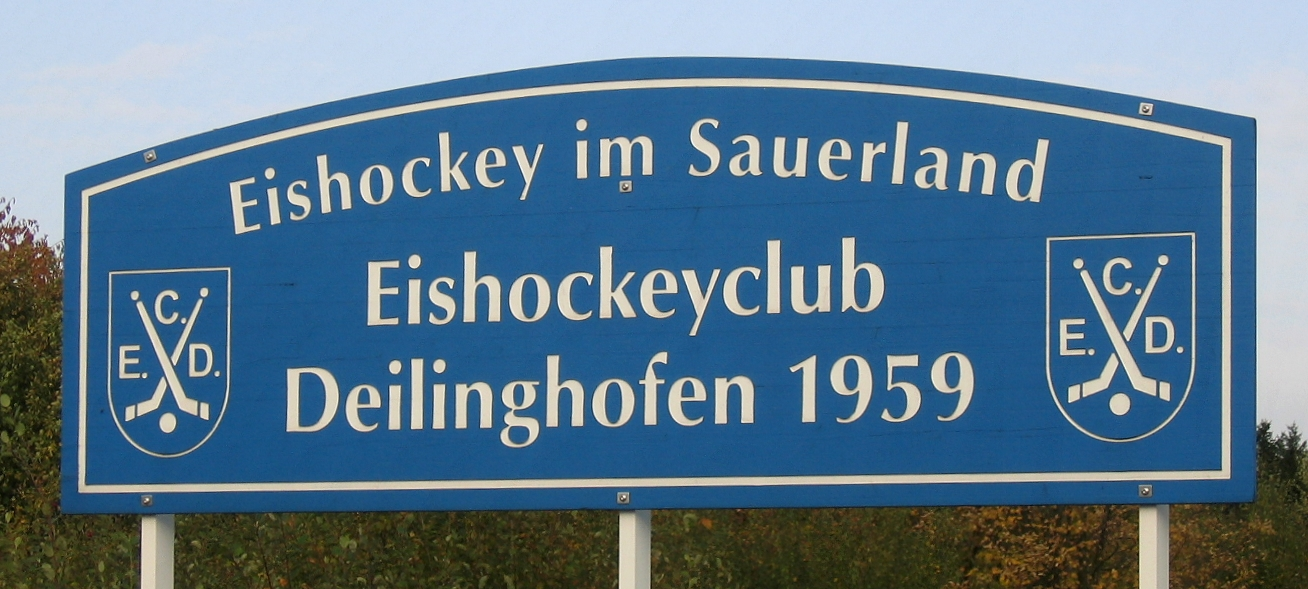
Am ehemaligen Standort der Eishalle im Fort Prince of Wales wurde eine ECD-Erinnerungsstätte errichtet.

Die britischen Soldaten nutzten die Eishalle in den folgenden Jahren als Fahrzeughalle, in den früheren Umkleidekabinen fand die Führerscheinausbildung der Einsatzkräfte statt. Nach dem Abzug der Briten verfiel die Halle zusehends, ehe sie im Frühjahr 1999 abgerissen wurde. An ihrem früheren Standort an der heutigen Europastraße erinnert ein Denkmal an die Anfänge des Eishockeys im Sauerland.

## Stationierte Einheiten

### Fort Prince of Wales
- 1953–1955 2nd Regiment der Royal Canadian Horse Artillery (RCHA)
- 1955–1957 4th Regiment der RCHA
- 1957–1960 1st Regiment der RCHA
- 1960–1963 3rd Regiment der RCHA
- 1962–1968 1st Surface to Surface Missile Battery
- 1964–1967 2nd Regiment der RCHA
- 1967–1970 1st Regiment der RCHA
- bis 1970 The Army Kinema Corporation, Globe Theatre (AKC)
- bis 1970 Maple Leaf Services (MLS)

### Peninsula Barracks
- 1970–1978 2nd Field Regiment der Royal Artillery
- 1977–1979 2nd Battalion des Royal Regiment of Fusiliers
- 1979–1984 1st Battalion des Worcestershire and Sherwood Foresters Regiment
- 1984–1987 2nd Battalion der The Light Infantry
- 1987–1992 3rd Royal Tank Regiment